# Prefisso telefonico

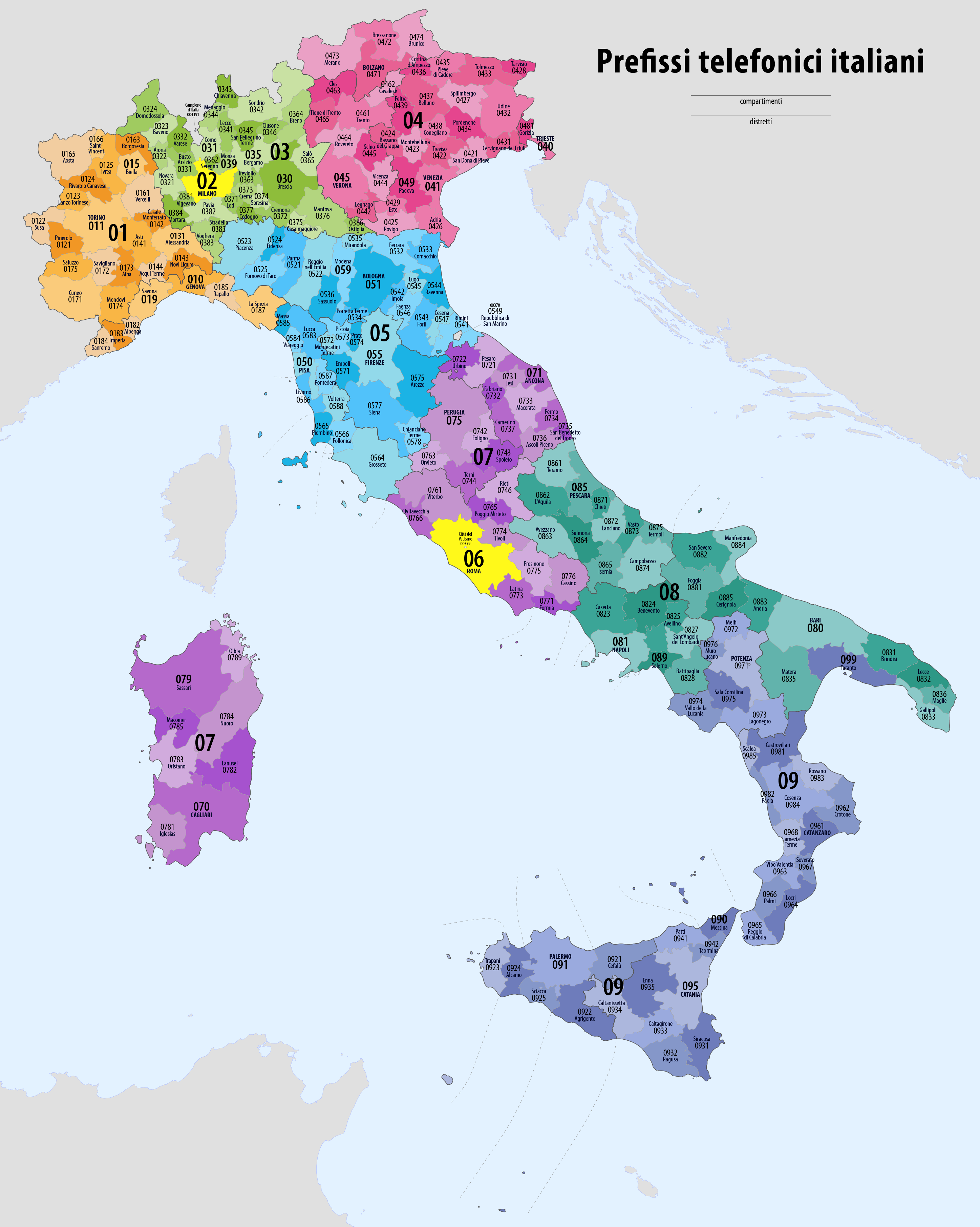
Mappa dei distretti telefonici italiani

Un prefisso telefonico è un codice numerico, utilizzato nella telefonia, anteposto al numero identificativo per specificarne la zona geografica (o l'operatore) oppure una data categoria di servizi.
Tali prefissi servono a identificare una area geografica (Paese, provincia o comune), o a separare una rete telefonica secondo confini logici (ad esempio, i vari prefissi telefonici dei diversi operatori di telefonia cellulare); oltre a tornare utili per l'identificazione di speciali reti informative (o a pagamento) e di numeri di servizio.
Ogni Stato del mondo ha un suo prefisso telefonico internazionale, composto di una o più cifre; all'interno di ogni paese – come appena visto – esistono suddivisioni ulteriori per zona geografica o rete telefonica. A seconda dei casi, può essere necessario o meno usare un prefisso geografico se ci si trova già nell'area che viene selezionata (spesso i prefissi usano numeri speciali come lo zero, o comunque ben identificati da una convenzione). 
L'ortografia di un numero telefonico prevede che i prefissi debbano essere separati tra loro da un semplice spazio e divisi dai numeri identificativi da un trattino breve, senza spazi; in aggiunta, nessuna parte del numero dovrebbe contenere puntini né la barra [/].

## Prefisso nazionale
Il prefisso nazionale serve per indicare una provincia (o contea o altra suddivisione regionale) nello stesso o in un altro Stato cui si vuole essere connessi; a volte non occorre comporlo se si deve chiamare un'utenza all'interno della stessa suddivisione amministrativa, che quindi impiega lo stesso prefisso.
Per connettersi a un'altra area amministrativa non basta il numero di telefono locale preceduto dal prefisso provinciale ma si digita anche un codice di accesso, che di solito è lo 0: al livello nazionale si suole riferirsi al prefisso di una provincia comprendendo questo codice di accesso, per cui per esempio il prefisso di Buenos Aires è abitualmente inteso come 011 e quello di Monaco di Baviera come 089.
In Italia il prefisso telefonico è incorporato nel numero di telefono locale dell'utenza. Fino al 1998, tuttavia, a differenza di quanto avviene oggi, per telefonare all'interno di un medesimo distretto non era necessario comporre il prefisso; il nuovo sistema è stato introdotto in via sperimentale il 19 giugno 1998 e in via definitiva il 18 dicembre dello stesso anno.
In Nord America i prefissi telefonici constano di tre cifre (ma sempre per un totale di 10 cifre compreso il numero locale) e oltrepassano per così dire le frontiere (valgono dal Canada agli Stati Uniti del Nord America fino ad alcuni Stati caraibici); la loro distribuzione ha ormai raggiunto una situazione caotica perché non si può più associare a un prefisso nazionale (area code) un'area geografica vera e propria (quella che in Italia è una provincia); inoltre per alcuni Stati il codice di accesso (che in questo caso è 1, non 0) è obbligatorio in altri no; per questo motivo è pianificato un riordino del sistema.

## Prefisso internazionale
Ai prefissi internazionali invece si accede per quasi tutti gli Stati con il doppio zero, che equivale al simbolo + e può essere sostituito con esso. Ad esempio, per telefonare in Italia dall'estero si digita 0039 oppure +39 (codice d'accesso seguito da prefisso internazionale); altri Stati come gli Stati Uniti d'America hanno 1 come codice d'accesso alla rete nazionale (che include anche il Canada e la maggior parte degli stati caraibici) e 011 per l'accesso a quella internazionale.
Al prefisso internazionale segue il prefisso distrettuale (comprensivo di zero, per l'Italia). Talvolta, dopo il prefisso internazionale, uno 0 tra parentesi (es. +41 (0) 91 xxx xx xx) indica che per quel Paese - in questo caso la Svizzera - chi chiama all'interno dello Stato deve digitare il prefisso distrettuale ma non quello internazionale, mentre dall'estero va digitato il prefisso internazionale ma va poi omesso lo 0 che precede il prefisso distrettuale (nell'esempio, +41 91 xxx xx xx).

## Prefissi per telefonia mobile
Anche se per la telefonia mobile si usano apparecchi portatili, il traffico generato viaggia attraverso la rete terrestre (ad esempio tramite ponti radio fra celle adiacenti, o collegamenti in fibra ottica di lungo raggio), mentre la rete mobile propriamente detta consiste solamente nel collegamento radio fra cellulare e cella, a distanze non superiori a qualche chilometro.

### Prefisso nazionale
Gli operatori di telefonia mobile possono associare alla loro utenza diversi prefissi nazionali che, diversamente dalla telefonia fissa, non hanno generalmente nulla a che vedere con l'area geografica dell'utenza stessa. I prefissi nazionali danno solo un'informazione sul primo gestore che ha assegnato il numero e, parzialmente, sul costo della chiamata. Negli anni è stata introdotta la possibilità di cambiare gestore mantenendo il numero, pertanto non è più possibile stabilire il gestore di un'utenza solamente dal prefisso del numero. Si tratta di un modello di traffico soprattutto europeo. Negli Stati Uniti il prefisso può sì essere indipendente dalla città (per esempio uguale per tutto lo Stato) ma essere valido solo come prefisso urbano, nel senso che per telefonare a un altro cellulare in un'altra città bisogna comunqueinserire il prefisso nazionale corrispondente della rete fissa (come accade per esempio in Argentina), ma ci sono anche altri sistemi. Normalmente si deve digitare anche per la rete mobile un codice di accesso (0), ma ci sono eccezioni: in Italia, dal 30 giugno 2001, nei numeri di telefonia cellulare si omette lo 0, diventato esclusivo dei numeri locali di rete fissa (dove è a sua volta parte integrante del numero dal 1998), mentre rimane solo un prefisso a 3 cifre, che comincia sempre con il numero 3.

### Prefisso internazionale
Il prefisso internazionale normalmente è lo stesso della telefonia fissa; in alcuni casi però è modificato aggiungendo una cifra (come nell'esempio dell'Argentina, in cui si aggiunge il numero 9 dopo il prefisso internazionale). Questo dipende dal fatto che la telefonia mobile ha una rete propria solo per l'ultimo tratto, mentre il grosso del traffico viaggia sulla rete fissa e quindi vale il sistema della rete fissa.

## Elenco dei prefissi telefonici

### In Europa

#### In Italia, a San Marino e nella Città del Vaticano
Sulla base della delibera n. 9/03/CIR del 3 luglio 2003 (Piano di numerazione nel settore delle telecomunicazioni e disciplina attuativa), in Italia (il cui bacino d'utenza telefonico si estende a San Marino ed allo stato della Città del Vaticano ma non al comune di Campione d'Italia) l'indicativo distrettuale o della rete mobile costituisce parte integrante del numero (dal 1995) ed è possibile distinguere i prefissi in base al seguente elenco:
- iniziale "00-" (doppio zero): codice di accesso ai prefissi internazionali (anteposto al codice nazionale, equivalente al simbolo "+" e con esso intercambiabile); comprende il numero verde internazionale 00800-.
- iniziale "0-": numeri geografici di telefonia fissa per l'Italia, San Marino e Città del Vaticano, ad eccezione dei seguenti indicativi utilizzati per sondaggi e chiamate di massa: 0369-, che è l'indicativo dei numeri rilasciati esclusivamente a Mediaset per gli studi televisivi di Cologno Monzese e Segrate; 0769-, che è l'indicativo dei numeri rilasciati esclusivamente alla Rai per gli studi televisivi romani di Saxa Rubra (prefisso creato il 12 febbraio 1989 per separare le chiamate dirette ai quiz televisivi da quelle civili, in seguito al continuo intasamento delle linee dovuto all'aumento dei partecipanti a giochi a premi televisivi[2]); 0878-, che è l'indicativo del servizio diapason, usato per la raccolta contemporanea di grandi quantitativi di chiamate a tariffazione specifica (utilizzato per i servizi di televoto al costo massimo di 0,66€+0,23€/min);
- iniziale "1-": servizi di utilità (destinato a essere sostituito dall'iniziale 4-) e numeri d'emergenza (112/113/115/117/118), che saranno sostituiti gradualmente dal numero unico di emergenza 112 (già attivo in tutta l'UE); 199- e 178-, usato per servizi a pagamento.[3] I numeri a pagamento devono dichiarare al chiamante il costo.
- iniziale "3-": prefissi per telefonia mobile e personale;
- iniziale "4-": servizi di utilità; attualmente impiegato per servizi interni di rete (numerazione accessibile esclusivamente all'interno della medesima rete su cui termina: la stessa numerazione, sulla rete di un altro operatore, potrebbe determinare l'accesso a un altro servizio. Si usa ad esempio per la verifica del credito residuo o l'accesso alla casella vocale);
- iniziale "5-": numerazioni per servizi di comunicazione telefonica nomadici;
- iniziale "7-": servizi di trasmissione dati (7x-) e accesso ad Internet (70-) con tariffazione differenziata (702-) o a chiamata gratuita (700-);
- iniziale "8-": numeri a tariffazione speciale: "verdi" o gratuiti (80x-, di cui sono oggi utilizzati 800-/803-), numeri a tariffazione ripartita (84x-, come l'848-, a una tariffa massima di 0,10 €+tariffa locale/min) e numerazioni a sovrapprezzo di tipo informativo e per adulti (89x-, come 892 e 899, a un prezzo massimo di € 12,50 + IVA a chiamata);

L'indicativo geografico era un tempo noto come prefisso teleselettivo in quanto consentiva di chiamare un distretto diverso dal proprio, mediante la teleselezione, che consentiva di chiamare un altro distretto componendo il prefisso interurbano, 0, e l'indicativo distrettuale, seguito dal numero dell'abbonato, senza interventi da parte dell'operatore (in questo senso i prefissi dei radiomobili non erano teleselettivi).
Con la riforma del 1995, il piano di numerazione è diventato nazionale e, poiché la numerazione è divenuta univoca su tutto il territorio, in ogni numero le cifre che prima costituivano il prefisso sono divenute parte integrante del numero e, dal 1998, devono essere composte sempre e non più solo quando si chiama un'utenza di un altro distretto, come avveniva in precedenza. Tali cifre costituiscono adesso un indicativo geografico, non più un prefisso.
La formazione dei numeri geografici rispetta il seguente schema esemplificativo:
0xx xxx xxxx (chiamata locale interna al distretto - dal 1999 include il prefisso)
0xx xxx xxxx (chiamata nazionale dall'Italia, San Marino e Vaticano)
+39 0xx xxx xxx (chiamata dal resto del mondo - dal 1998)
Per quanto concerne la telefonia mobile:
3xx xxx xxxx (chiamata nazionale dall'Italia, San Marino e Vaticano - dal 1999)
+39 3xx xxx xxxx (chiamata dal resto del mondo)
Chiamate verso San Marino:
8xx xxx (chiamata interna alla Repubblica di San Marino, senza prefisso)
66 xxx xxx (chiamata interna alla Repubblica di San Marino verso e/o tra clienti appartenenti alla rete di Prima)
0549 8xx xxx (Modalità alternativa per la chiamata interna, con prefisso)
0549 8xx xxx (San Marino dall'Italia)
+378 8xx xxx (San Marino dal resto del mondo)
+378 66 xxx xxx (San Marino appartenente alla rete Prima di San Marino Telecom dall'Italia)
Chiamate verso la Città del Vaticano:
06 xxx xxxx (chiamata locale interna al distretto - dal 1999 include il prefisso)
06 xxx xxxx (chiamata nazionale dall'Italia e San Marino)
+39 06 xxx xxx (chiamata dal resto del mondo - dal 1998)
+379 xxx xxx (prefisso internazionale assegnato ma non utilizzato)
Malta, seppur compresa nella regione fisica italiana, è una repubblica indipendente e, in quanto tale, dispone di rete telefonica propria con prefisso internazionale +356-.
Il Comune di Campione d'Italia, exclave italiana in territorio svizzero, utilizza la rete telefonica svizzera, di cui usa il prefisso internazionale +41-, eccezion fatta per il centralino comunale (031 272 463).